# 2677 Joan
2677 Joan eller 1935 FF är en asteroid i huvudbältet, som upptäcktes den 25 mars 1935 av den franska astronomen Marguerite Laugier i Nice. Den har fått sitt namn efter Joan Jordan, hon arbetade vid Harvard-Smithsonian Center for Astrophysics.
Asteroiden har en diameter på ungefär 17 kilometer och den tillhör asteroidgruppen Eos.